# Elezioni parlamentari in Venezuela del 2020
Le elezioni parlamentari in Venezuela del 2020 si sono tenute il 6 dicembre per il rinnovo dell'Assemblea nazionale, per il periodo 2021-2026.
Le consultazioni, indette dopo la crisi presidenziale del 2019, hanno visto fronteggiarsi:
- il Grande Polo Patriottico del Presidente Nicolás Maduro, formato da Partito Socialista Unito del Venezuela (PSUV), Movimento Rivoluzionario Tupamaro, Patria Para Todos (PPT), Movimiento Somos Venezuela (MSV), Per la Democrazia Sociale (PODEMOS), Movimiento Electoral del Pueblo (MEP), Alianza para el Cambio (APC), Organización Renovadora Auténtica (ORA) e Unidad Popular Venezolana (UPV), nonché, nella quota maggioritaria, da alcune formazioni minori;
- Alleanza Democratica, costituita da Avanzata Progressista (AP), Movimiento Ecológico de Venezuela (MOVEV) e Cambiemos Movimiento Ciudadano (CMC), nonché, nella quota maggioritaria, da Azione Democratica (AD), Speranza per il Cambiamento (EL CAMBIO) e COPEI;
- Venezuela Unita, integrata da Primero Venezuela (PV), Volontà Popolare (VPA) e Venezuela Unida (VU), con la partecipazione di varie formazioni minori nella quota maggioritaria.

Nella quota maggioritaria, inoltre, le coalizioni hanno assunto configurazioni diverse di collegio in collegio: in vari casi, infatti, un medesimo partito ha integrato, a seconda dei collegi, coalizioni differenti e fra loro alternative.

## Risultati
| Liste                                  | Parte proporzionale | Parte proporzionale | Parte proporzionale | Parte maggioritaria | Parte maggioritaria |
| Liste                                  | Voti                | %                   | Seggi               | Voti                | %                   |
| -------------------------------------- | ------------------- | ------------------- | ------------------- | ------------------- | ------------------- |
| Partito Socialista Unito del Venezuela | 3.910.197           | 62,43               | 123                 | 6.780.121           | 61,69               |
| Azione Democratica                     | 433.334             | 6,92                | 11                  | 785.443             | 7,15                |
| Speranza per il Cambiamento            | 284.315             | 4,54                | 3                   | 537.428             | 4,89                |
| Primero Venezuela                      | 187.264             | 2,99                | 2                   | 311.628             | 2,84                |
| COPEI                                  | 175.840             | 2,81                | 1                   | 293.663             | 2,67                |
| Partito Comunista del Venezuela        | 170.352             | 2,72                | 1                   | 303.535             | 2,76                |
| Avanzata Progressista                  | 156.248             | 2,49                | 3                   | 332.727             | 3,03                |
| Movimento Rivoluzionario Tupamaro      | 99.747              | 1,59                | -                   | 175.232             | 1,59                |
| Soluzioni per il Venezuela             | 99.649              | 1,59                | -                   | 187.988             | 1,71                |
| Patria Para Todos                      | 87.994              | 1,41                | -                   | 146.606             | 1,33                |
| Movimiento al Socialismo               | 77.311              | 1,23                | -                   | 136.185             | 1,24                |
| Movimiento Ecológico de Venezuela      | 67.550              | 1,08                | -                   | 86.813              | 0,79                |
| Movimiento Somos Venezuela             | 66.500              | 1,06                | -                   | 114.178             | 1,04                |
| Unión y Progreso                       | 53.197              | 0,85                | -                   | 95.962              | 0,87                |
| Cambiemos Movimiento Ciudadano         | 52.588              | 0,84                | -                   | 99.043              | 0,90                |
| Per la Democrazia Sociale              | 52.104              | 0,83                | -                   | 86.744              | 0,79                |
| Prociudadanos                          | 44.358              | 0,71                | -                   | 82.323              | 0,75                |
| Volontà Popolare                       | 44.268              | 0,71                | -                   | 79.647              | 0,72                |
| Movimiento Electoral del Pueblo        | 33.316              | 0,53                | -                   | 57.724              | 0,53                |
| Alianza para el Cambio                 | 31.114              | 0,50                | -                   | 51.830              | 0,47                |
| Venezuela Unida                        | 29.188              | 0,47                | -                   | 51.684              | 0,47                |
| Organización Renovadora Auténtica      | 21.408              | 0,34                | -                   | 38.434              | 0,35                |
| Unidad Popular Venezolana              | 19.595              | 0,31                | -                   | 30.402              | 0,28                |
| Unidad Política Popular 89             | 19.179              | 0,31                | -                   | 37.197              | 0,34                |
| Nueva Visión para mi País              | 16.046              | 0,26                | -                   | 30.641              | 0,28                |
| Altri <0,25%                           | 30.226              | 0,48                | -                   | 56.920              | 0,52                |
| Totale                                 | 6.262.888           |                     | 144                 | 10.990.098          |                     |

| Riepilogo per gruppo            | Riepilogo per gruppo | Riepilogo per gruppo | Riepilogo per gruppo | Riepilogo per gruppo | Riepilogo per gruppo |
| Liste/coalizioni                | Prop.                | Prop.                | Prop.                | Seggi magg.          | Seggi totale         |
| Liste/coalizioni                | Voti                 | %                    | Seggi                | Seggi magg.          | Seggi totale         |
| ------------------------------- | -------------------- | -------------------- | -------------------- | -------------------- | -------------------- |
| Grande Polo Patriottico         | 4.321.975            | 69,01                | 123                  | 130                  | 253                  |
| Azione Democratica              | 433.334              | 6,92                 | 11                   | -                    | 11                   |
| Speranza per il Cambiamento     | 284.315              | 4,54                 | 3                    | -                    | 3                    |
| Alleanza Democratica            | 276.386              | 4,41                 | 3                    | -                    | 3                    |
| Venezuela Unita                 | 260.720              | 4,16                 | 2                    | -                    | 2                    |
| COPEI                           | 175.840              | 2,81                 | 1                    | -                    | 1                    |
| Partito Comunista del Venezuela | 170.352              | 2,72                 | 1                    | -                    | 1                    |
| Rappresentanza indigena         | -                    | -                    | -                    | -                    | 3                    |
| Totale seggi                    | -                    | -                    | 144                  | 130                  | 277                  |